# Big Joe Turner
Big Joe Turner (nascido Joseph Vernon Turner Jr., 18 de maio de 1911 – 24 de novembro de 1985) foi um cantor de blues de Kansas City, Missouri. De acordo com o compositor Doc Pomus, "O Rock and roll nunca teria existido sem ele." Apesar de ter atingido sucesso nos anos 50 com suas gravações pioneiras de rock and roll, com destaque para  "Shake, Rattle and Roll", a carreira de Joe Turner se estendeu dos anos 20 até a década de 80.

## Carreira
Conhecido como "The Boss of the Blues", e Big Joe Turner por causa de sua altura e peso. Turner nasceu em Kansas City e descobriu seu amor pela música através da igreja. O seu pai morreu em um acidente de trem quando Joe tinha quatro anos. Ele começou cantando nas esquinas por dinheiro, abandonou a escola aos 14 anos de idade para começar a trabalhar na em bares noturnos de Kansas City, primeiro como cozinheiro, e mais tarde como garçom cantor, ficou conhecido como The Singing Barman, e trabalhou em lugares como o Kingsfish Club e The Sunset, onde ele e seu companheiro pianista Pete Johnson se tornaram artistas residentes. O The Sunset era administrado por Piney Brown. Turner escreveu a música "Piney Brown Blues" em sua homenagem, e cantou ela até o final de sua carreira.

## Morte
Joe Turner morreu em Inglewood, California em novembro de 1985, aos 74 anos, vítima de um ataque cardíaco, tendo sofrido os primeiros efeitos de artrite, um infarto e diabete.
Big Joe Turner foi postumamente induzido ao Rock and Roll Hall of Fame em 1987.
Em 1983, apenas dois anos antes de sua morte, Turner foi induzido ao Blues Hall of Fame.

## Gravações mais famosas
- "Roll 'Em Pete" (1938) (Escrita por 'Nugetre' (letra) e Van "Piano Man" Walls (melodia), o disco alcançou um milhão de cópias vendidas em 1954)[6]
- "Honey Hush" (1953) (Também atingiu um milhão de cópias vendidas foi escrita por Joe Turner e creditada a Lou Willie Turner)
- "Shake, Rattle and Roll" (1954) (que recebeu inúmeras versões de artistas como Elvis Presley, Jerry Lee Lewis e Bill Halley )
- "Flip Flop And Fly" (1955) (escrita por Charles Calhoun e Turner, apesar de creditada à esposa de Joe, Lou Willie Turner)
- "Cherry Red" (1956)
- "Corrine, Corrina" (1956) (Alcançou o número 41 nas paradas de sucesso, e se manteve por 10 semanas nas paradas de discos da Billboard')
- "Wee Baby Blues" (1956)
- "Love Roller Coaster" (1956)

## Discografia Selecionada
- The Boss of the Blues (1956)
- Big Joe Rides Again (1959)
- Bosses of the Blues, Vol. 1 (1969)
- Texas Style (1971)
- Flip, Flop & Fly (1972)
- The Bosses (1973, com Count Basie)
- Life Ain't Easy (1974)
- The Trumpet Kings Meet Joe Turner (1974)
- Kansas City Shout (1980, com Count Basie)